# Margherita Zalaffi
Margherita Zalaffi, po mężu Tonini (ur. 7 kwietnia 1966 w Sienie) – włoska florecistka oraz szpadzistka trzykrotna medalistka olimpijska i wielokrotna medalistka mistrzostw świata.

## Kariera sportowa
Na igrzyskach olimpijskich w Los Angeles w 1984 roku była czwarta we florecie drużynowym i piętnasta w zawodach indywidualnych. Na rozgrywanych cztery lata później igrzyskach olimpijskich w Seulu razem z Doriną Vaccaroni, Francescą Bortolozzi, Lucią Traversą i Annapią Gandolfi zdobyła srebro we florecie drużynowym. Indywidualnie zajęła dziewiąte miejsce. Następnie reprezentacja Włoch w składzie: Giovanna Trillini, Margherita Zalaffi, Francesca Bortolozzi, Diana Bianchedi i Dorina Vaccaroni zwyciężyła w zawodach drużynowych na igrzyskach olimpijskich w Barcelonie w 1992 roku. W rywalizacji indywidualnej była tym razem piąta. Podczas igrzysk olimpijskich w Atlancie w 1996 roku razem z Laurą Chiesą i Elisą Ugą zdobyła srebrny medal w szpadzie drużynowej. W zawodach indywidualnych była czwarta, przegrywając walkę o medal z Węgierką Gyöngyi Szalay-Horváth 13:15. Brała też udział w igrzyskach olimpijskich w Sydney w 2000 roku, zajmując siódme miejsce w szpadzie indywidualnej.
Podczas mistrzostw świata w Rzymie w 1982 roku razem z Doriną Vaccaroni, Carolą Cicconetti, Anną Ritą Sparaciari i Clarą Mochi zdobyła złoty medal we florecie drużynowym. W konkurencji tej Włoszki z Zalaffi w składzie zdobywały następnie złote medale na mistrzostwach świata w Wiedniu (1983), mistrzostwach świata w Lyonie (1990) i mistrzostwach świata w Budapeszcie (1991), srebrny na mistrzostwach świata w Sofii (1986) oraz brązowe podczas mistrzostw świata w Lozannie (1987) i mistrzostw świata w Denver (1989).  Ponadto na mistrzostwach świata w Nîmes w 2001 roku zdobyła brązowy medal w szpadzie drużynowej.
Zdobyła też złoty medal drużynowo na mistrzostwach Europy w Bolzano w 1999 roku. 
Była wielokrotną indywidualną mistrzynią Włoch we florecie (1983, 1985, 1987, 1989, 1991 i 1992). W szpadzie triumfowała w 1996.